# 常滑市立鬼崎北小学校
常滑市立鬼崎北小学校（とこなめしりつ おにざききたしょうがっこう）は、愛知県常滑市の公立小学校。

## 概要
- 金山（元八幡）、青海町1・2丁目、西之口1-3丁目、西之口4丁目の一部、西之口5-10丁目、住吉町、蒲池、蒲池町、小林町、若松町、神明町3丁目の一部、神明町4丁目の一部、北汐見坂が校区であり、公立中学校の進学先は常滑市立鬼崎中学校である[1]。
- 旧・知多郡鬼崎町の小学校であった。

## 沿革
鬼崎北小学校のHPでは、創立は明治40年1月1日となっている。これは西之口尋常小学校が鬼崎北尋常小学校に改称した年である。ここではそれ以前についても記述する。
- 1873年（明治6年） - 大野村に育霊学校、西之口村に朝日学校、榎戸村に責善学校が開校する。
- 1876年（明治9年） -
  - 朝日学校が蓮池村に移転し、蓮池学校に改称する。
  - 西之口村に西之口学校が開校する。
  - 育霊学校が大野学校に改称する。
  - 責善学校が榎戸学校に改称する。
- 1878年（明治11年） -  大野村、榎戸村、西之口村、蒲池村が合併し、大野村となる。
- 1883年（明治16年） - 大野村が大野村、榎戸村、西ノ口村、蒲池村に分離する。
- 1887年（明治20年） - 大野学校、蓮池学校、西之口学校、榎戸学校を統合し、尋常小学大野学校となる。
- 1889年（明治22年） - 尋常小学大野学校から尋常小学蓮池学校（旧・蓮池学校）、尋常小学蓮池学校西之口分校（旧・西之口学校）、尋常小学蓮池学校榎戸分校（旧・榎戸学校）が分立する。
- 1892年（明治25年） -
  - 尋常小学蓮池学校と尋常小学蓮池学校西之口分校を統合し、西之口尋常小学校となる。
  - 尋常小学蓮池学校榎戸分校は独立し、榎戸尋常小学校となる。
- 1906年（明治39年）5月1日 - 多屋村、榎戸村、西ノ口村が合併し、鬼崎村となる。
- 1907年（明治40年）1月1日 - 鬼北尋常小学校に改称する。
- 1941年（昭和16年）4月1日 - 鬼崎村北部国民学校に改称する。
- 1947年（昭和22年）4月1日 - 鬼崎村立北部小学校に改称する。
- 1951年（昭和26年）10月1日 - 鬼崎村が町制施行し、鬼崎町となる。同時に鬼崎町立北部小学校に改称する。
- 1954年（昭和29年）4月1日 - 常滑町、大野町、西浦町、鬼崎町、三和村が合併し、常滑市となる。同時に常滑市立鬼崎北小学校に改称する。
- 1966年（昭和41年） - 新校舎（鉄筋コンクリート造）が完成する。
- 1969年（昭和44年） - 体育館が完成する。
- 1971年（昭和46年） - プールが完成する
- 1972年（昭和47年） - 屋内運動場が完成する。

## 交通アクセス
- 名古屋鉄道常滑線西ノ口駅下車、徒歩約2分。

## 周辺施設
- 名鉄常滑線西ノ口駅